# Орден Святого Георгія (Габсбурґ-Лотаринґен)
Орден Святого Георгія або Європейський орден Будинку Габсбурґ-Лотаринґен — династичний Лицарський Орден, заснований імператорами Священної Римської імперії та Австро-Угорської імперії.
Зараз[коли?] Орден нараховує приблизно 600 членів. Є загальноєвропейським, непартійним, що підтримує багатонаціональну давню ідею Панєвропейськості, особливу увагу приділяє співпраці з державами Центральної та Південно-Східної Європи. Має комітети в Австрії, Італії, Хорватії, Словенія, Німеччині, Сербії, Угорщині та Великій Британії.

## Історія
Витоки сучасного ордена Святого Георгія сягають у 1308 рік, коли імператор Генріх VII заснував Стародавній Орден Святого Георгія, що є попередником сучасного Ордену.
1408 р. імператор Сигізмунд I Люксембург відновив Орден Св. Георгія, який більше відомий в історичній літературі як Орден Дракона. Серед його членів було 24 королів, правителів європейських держав та ще 22 лицаря Ордена. Члени Ордену були родоначальник династії Габсбурґів Ернст Залізний, король Австрії Альбрехт II, Великий князь Русі-України Вітовт, Волоський князь Влад III, князь Сербії Стефан Лазаревич та інші. Орден був дорадчим органом при імператорі Священної Римської імперії.
Ще один Орден Святого Георгія діяв за імператора Фрідріха III. Його девіз був «в честь Бога, Богородиці, католицької віри і Австрійського будинку.» Створення цього Ордену було підтверджено Папою Павлом II в Латерані 1469 року.
Його наступник, імператор Максиміліан I підтримував і розвивав Орден. Імператор створив на додаток до ордену в 1493 році Товариство Святого Георгія.
Пізніше Орден занепав та розділився на дві гілки французьку та австрійську. Існування французької гілки перервала Велика французька революція.
Імператриця Марія-Терезія 1765 року заснувала новий Орден. Пріорат Ордену Святого Георгія в Австрії було підтверджено імператором Францом Йосипом I. З 1846 року він діє як релігійний орден. Після 1918 року як світський Лицарський Орден.

## Сучасність
18 січня 2008 року була прийнята нова Конвенція Ордену, а його главою став Отто фон Габсбурґ.
Після смерті Отто фон Габсбурґа Великим Магістром Ордену Св. Георгія — Європейського Ордену Будинку Габсбурґ-Лотаринґен було затверджено Карла фон Габсбурґа
Покровителем ордену є Святий Георгій, як символ лицарства та честі.
Метою Ордену є утвердження об'єднаної християнської Європи і традиційних консервативних цінностей.